# きみにしか聞こえない CALLING YOU
『きみにしか聞こえない CALLING YOU』（きみにしかきこえない コーリング・ユー）は、角川スニーカー文庫から刊行された、乙一による日本のライトノベル短編集である。ザ・スニーカーに掲載された『Calling You』と『傷 -KIZ/KIDS-』に書き下ろし作品『華歌』を加えた合計3作を収録している。イラストは羽住都。後に、角川つばさ文庫からSHELによるイラストで児童書化した。
メディアミックスとして、『Calling You』は2003年にドラマCD化されたほか、同年に月刊ASUKA（角川書店）にて都筑せつり作画のコミカライズが『きみにしか聞こえない CALLING YOU』のタイトルで連載、2007年には清原紘作画のコミカライズが『きみにしか聞こえない』のタイトルで月刊少年エース（角川書店）にて連載、2007年6月16日には映画版『きみにしか聞こえない』が公開されている。また、『傷 -KIZ/KIDS-』も2007年に清原紘作画の漫画が『傷』のタイトルでビーンズエース（角川書店）にて連載され、2008年には『KIDS』のタイトルで映画化された。
一部では、映画『きみにしか聞こえない』は韓国映画『イルマーレ』と話が似ていると言われるが、原作『Calling You』（初出：ザ・スニーカー 2000年4月号）のほうが『イルマーレ』（2000年9月9日韓国で公開） より先に世に出ている。

## 収録作品
- Calling You （初出：ザ・スニーカー 2000年4月号）
- 傷 -KIZ/KIDS- （初出：ザ・スニーカー 2000年10月号）
- 華歌 （初出：書き下ろし。角川スニーカー文庫版版のみ）
- ウソカノ（初出：角川文庫の「失はれる物語」。角川つばさ文庫版のみ）

## 映画『きみにしか聞こえない』
『Calling You』を原作として『きみにしか聞こえない』のタイトルで映画化。

### あらすじ
クラスで孤立している女子高生のリョウは、自分だけが携帯電話を持っていないことに劣等感を抱き、同時に憧れを募らせる。そんな彼女はある日、公園で拾ったおもちゃの携帯電話に突然着信がかかってくる。
原作は、頭の中の携帯電話が突然鳴り出すことから始まっている。

### キャスト
- 相原リョウ：成海璃子[2]
- 野崎シンヤ：小出恵介[2]
- 原田リョウ：片瀬那奈[2]
- リサイクルショップ従業員吉田：石川伸一郎[2]
- 保健の先生：羽田実加[2]
- 山口先生：高田延彦[2]
- 相原ミキ：坂田梨香子[2]
- 相原哲司：中野英雄[2]
- 相原伸子：古手川祐子[2]
- 戸田：岩城滉一[2]
- 野崎さち：八千草薫 （特別出演）[2]

### スタッフ
- 原作：乙一[2]
- 企画：分部貞夫[1]、三木裕明[1]、永田勝治[1]、幕内和博[1]
- 監督：荻島達也[2]
- 脚本：金杉弘子[2]
- プロデューサー：松橋真三[2]
- 音楽：大谷幸[2]
- 音楽監修：中村正人[2]
- 撮影：中山光一[2]
- 照明：中須岳士[2]
- 美術：松塚隆史[2]
- 録音：深田晃[2]
- ビデオエンジニア：石上正治[1]
- 編集：森下博昭[2]
- 記録：湯澤ゆき[2]
- 助監督：西海謙一郎[2]
- ラインプロデューサー：原田博志[2]
- 手話指導：宮本真紀
- 配給：ザナドゥー[1]
- 製作：エムシーエフ・プランニング2[1]、STUDIO SWAN[1]、メディアファクトリー[1]、アース・スターエンターテインメント[1]、SWANフィルムパートナーズ[1]

### 主題歌
- DREAMS COME TRUE 「きみにしか聞こえない」

## 映画『KIDS』
『傷 -KIZ/KIDS-』を原作として『KIDS』のタイトルで映画化。2008年2月2日公開。

## 漫画
- 「きみにしか聞こえない CALLING YOU」（他「傷-KIZ/KIDS-」収録）、作画：都筑せつり、あすかコミックスDX（角川書店）
- 「きみにしか聞こえない」、作画：清原紘、角川書店
- 「傷」、作画：清原紘、角川書店
  - いずれも、原作者あとがきが収録されている。

## ドラマCD『きみにしか聞こえない CALLING YOU』
「Calling You」が原作、「きみにしか聞こえない CALLING YOU」のタイトルでスニーカーCD コレクション（発売：株式会社ムービック）から2003年発売された。乙一自身が脚本に参加しているが、原作とはかなり変わっている。

### キャスト
- 相原リョウ：新谷良子
- 野崎シンヤ：入野自由

- 女子生徒：水野理紗
- 女子生徒：須加みき
- 女子生徒：西原ゆーこ
- リョウの母：尾小平志津香
- おばあさん：田畑ゆり
- 岡崎：豊永利行
- 国語教師：下崎紘史
- 体育教師：岩崎征実
- 生物教師：竹本英史
- 運転手：近藤孝行

### スタッフ
- 演出：郷田ほづみ
- 脚本：乙一、大坂尚子
- 装画：羽住都